# Formentera
Formentera – druga co do wielkości wyspa wchodząca w skład Pitiuzów. Leży na południe od Ibizy. Czwarta co do wielkości wyspa Balearów. Stolicą i głównym miastem jest Sant Francesc de Formentera.

## Geografia
Powierzchnia wyspy to 82 km². Leży pomiędzy szerokością 38°40′ i 38°48′ północną oraz długością 1°17′ i 1°28′ wschodnią. Dystans pomiędzy portem na Ibizie i Formenterze to niecałe 11 km.

Flaga Formentery

Od Ibizy oddziela ją wąski, usiany maleńkimi wysepkami przesmyk (3,6 km). Najwyższe wzniesienie Formentery to Sa Talaia (192 m n.p.m.). Długość wyspy od jej zachodniego brzegu do latarni na wschodzie wynosi 20 km, natomiast w najwęższym miejscu Formentera ma zaledwie 2 km.

## Atrakcje
Formentera słynie z długich, piaszczystych plaż. Krajobraz zdobią dwa słone jeziora znajdujące się na północy wyspy. Roślinność Formentery ze względu na brak słodkiej wody różni się znacząco od roślinności Ibizy. Symbolem Formentery jest jaszczurka sargantana (gatunek endemiczny). Plaże są uważane za najlepsze na całym wybrzeżu Morza Śródziemnego. Wyspa słynie nie tylko z „rajskich” plaż, ale również z turystów naturystów. Wszystkie plaże na Formenterze są tzw. C.O clothing optional. Najdłuższa plaża Fromentery to Platja/Playa Mitjorn (8 km), najbardziej uczęszczaną i najpopularniejszą plażą jest Illetes, łącznie z Llevant, które znajdują się na północnym cyplu wyspy. Na granicy północnego cypla znajduje się wyspa Espalmador, na którą można się dostać wpław. Na Espalmador można zażyć kąpieli błotnej, która uznawana jest za leczniczą.

## Galeria

Herb Formentery
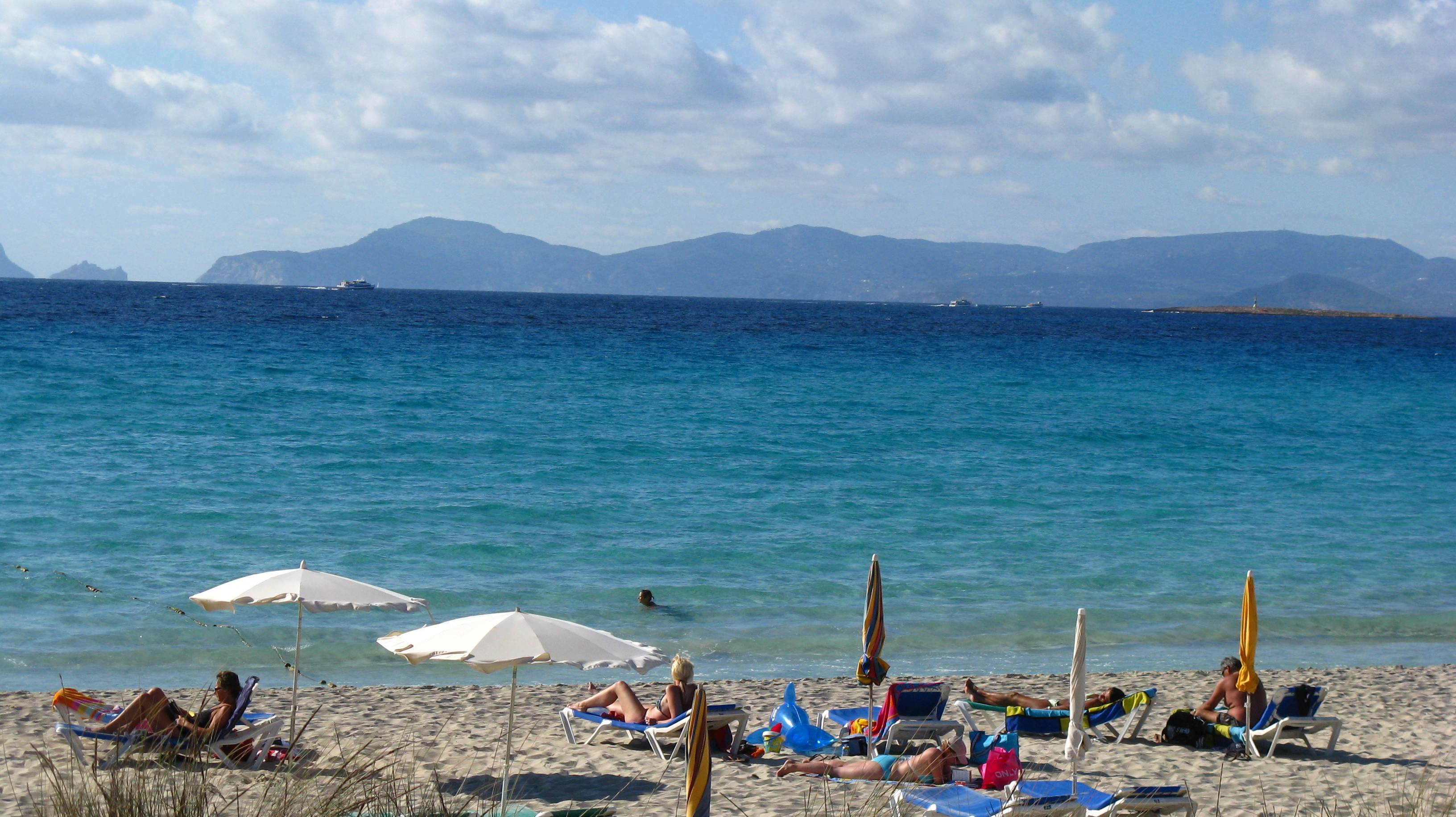
Plaże Formentery
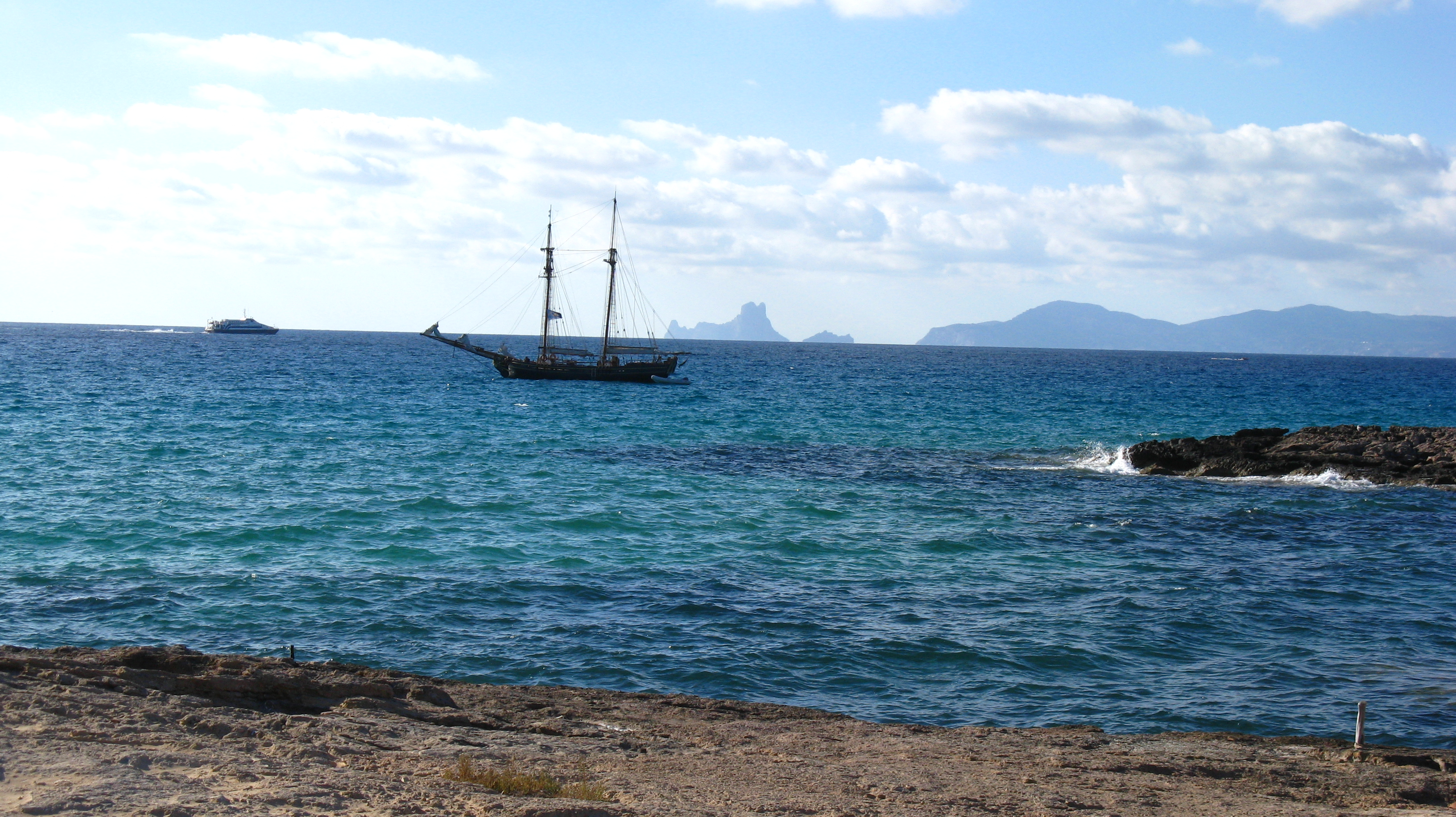
Widok na Ibizę